# Rhododendron dekatanum
Rhododendron dekatanum är en ljungväxtart som beskrevs av John Macqueen Cowan. Rhododendron dekatanum ingår i släktet rododendron, och familjen ljungväxter. Inga underarter finns listade i Catalogue of Life.